# Naoya Nomura
Pour les articles homonymes, voir Nomura.
Naoya Nomura (野村直矢, Nomura Naoya), né le 26 octobre 1993 à Kanazawa dans la préfecture d'Ishikawa, est un catcheur (lutteur professionnel) japonais.

## Carrière

### All Japan Pro Wrestling (2014–...)
Le 17 juillet, lui et Jake Lee battent The Big Guns et remportent les AJPW World Tag Team Championship,.
Le 29 juillet, lui et Yuma Aoyagi battent Jun Akiyama et Yūji Nagata et remportent les AJPW All Asia Tag Team Championship pour la deuxième fois.
Le 3 septembre, il perd contre Kento Miyahara et ne remporte pas le AJPW Triple Crown Heavyweight Championship. 
Le 21 décembre, lui, Koji Iwamoto et Jake Lee forment officiellement un clan nommée Jin .

## Palmarès
- All Japan Pro Wrestling
  - 2 fois AJPW All Asia Tag Team Championship avec Yuma Aoyagi
  - 2 fois AJPW World Tag Team Championship avec Jake Lee (1) et Yuma Aoyagi (1)